# Microglanis
Microglanis is een geslacht van straalvinnige vissen uit de familie van de antennemeervallen (Pseudopimelodidae).

## Soorten
- Microglanis ater Ahl, 1936
- Microglanis carlae Vera Alcaraz, da Graça & Shibatta, 2008
- Microglanis cibelae Malabarba & Mahler, 1998
- Microglanis cottoides (Boulenger, 1891)
- Microglanis eurystoma Malabarba & Mahler, 1998
- Microglanis garavelloi Shibatta & Benine, 2005
- Microglanis iheringi Gomes, 1946
- Microglanis leptostriatus Mori & Shibatta, 2006
- Microglanis malabarbai Bertaco & Cardoso, 2005
- Microglanis minutus Ottoni, Mattos & Barbosa, 2010
- Microglanis nigripinnis Bizerril & Perez-Neto, 1992
- Microglanis oliveirai Ruiz & Shibatta, 2011
- Microglanis parahybae (Steindachner, 1880)
- Microglanis pataxo Sarmento-Soares, Martins-Pinheiro, Aranda & Chamon, 2006
- Microglanis pellopterygius Mees, 1978
- Microglanis poecilus Eigenmann, 1912
- Microglanis robustus Ruiz & Shibatta, 2010
- Microglanis secundus Mees, 1974
- Microglanis variegatus Eigenmann & Henn, 1914
- Microglanis xylographicus Ruiz & Shibatta, 2011
- Microglanis zonatus Eigenmann & Allen, 1942